# Widum Kals am Großglockner
Das Widum Kals am Großglockner ist ein denkmalgeschützter Pfarrhof in der Gemeinde Kals am Großglockner. Das Widum ist eines der 14 denkmalgeschützten Objekte der Gemeinde (Listeneintrag).

## Geschichte
Der Bau des Widums geht auf das späte 15. Jahrhundert zurück. Bei einer dendrochronologischen Untersuchung, veranlasst durch das Bundesdenkmalamt, wurden die hölzerne Kellerdecke in das Jahr 1471 und der Dachstuhl in das Jahr 1479 datiert. Gemeinsam mit der Bauinschrift über dem Portal (1481) ergibt sich eine rund zehnjährige Bauzeit, die auf die Schwierigkeiten bei der Berufung des Pfarrers Hanns Georg Egker zurückzuführen sind, der bereits in den 1460er Jahren die Position des Pfarrers übernehmen hätte sollen. Er war jedoch vom Salzburger Erzbischof abgelehnt worden und konnte sein Amt erst 1491 antreten.
Einer seiner Nachfolger, Christoph von Graben, investierte im 16. Jahrhundert 65 Gulden in das Widum, womit Einbauten in der Vorhalle sowie die Fassadenumgestaltung finanziert wurden. Weitere Renovierungen erfolgten 1699, 1874. 1972 wurde die Fassade renoviert und die Fenster getauscht. Das Widum zeichnet sich durch seine einheitlich gotisch erhaltene Bauweise und den schlichten Stil aus.

## Bauwerk

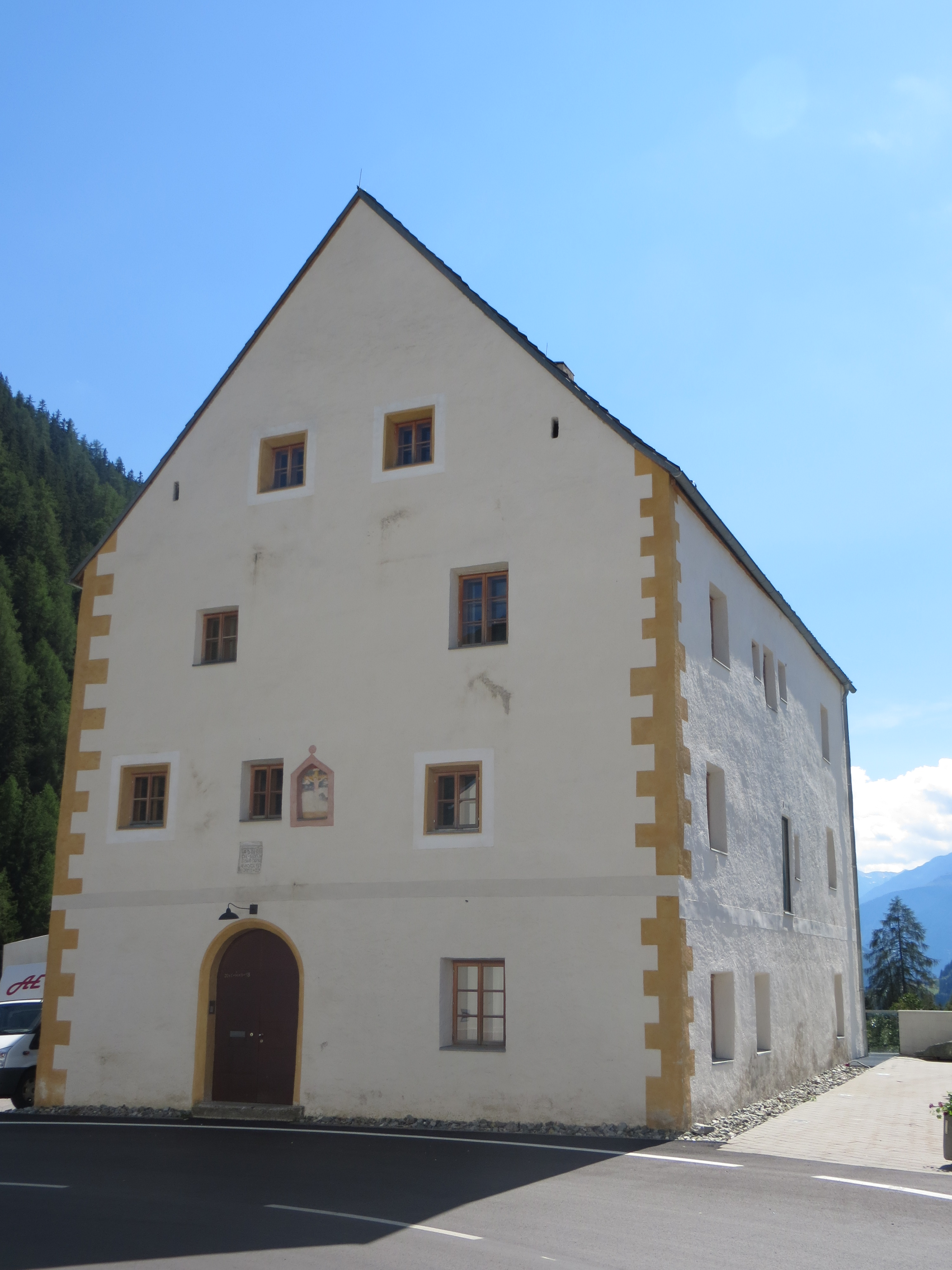
Widum Kals am Großglockner

Das Widum ist ein mächtiger, gemauerter Bau über quadratischem, zweiachsigem Grundriss. Es besitzt ein leicht vorspringendes, steiles Satteldach, eine unregelmäßige Anordnung der Fenster und ein Rundbogenportal an der eingangsseitigen Giebelfassade. Über dem Eingangsportal befindet sich eine eingemauerte Marmortafel mit der Inschrift: 

„A(NNO) D(OMINI) – 1481 PER GEOR(G)IVM EGKKER PLEV(AN)VS FVNDATA EST DOMVS ISTA“

„Im Jahr 1481 ist dieses Haus durch Pfarrer Georg Egker begründet worden“

Ostseitig befindet sich ein Garagenzubau, an der Südfassade eine Zugangstür zum Garten. An der Westfassade besteht zudem ein Rechteckportal. Das Gebäude selbst wird durch eine mit Rundbogenöffnungen unterteilte Halle mit Stichkappengewölbe betreten, der Treppenaufgang in das erste Obergeschoß wurde mit einem flachen Tonnengewölbe ausgestattet. Im Keller findet sich noch eine gotische Türe aus der Bauzeit, die übrigen Türen stammen aus dem 17. und 18. Jahrhundert.